# Rebecca Bradley

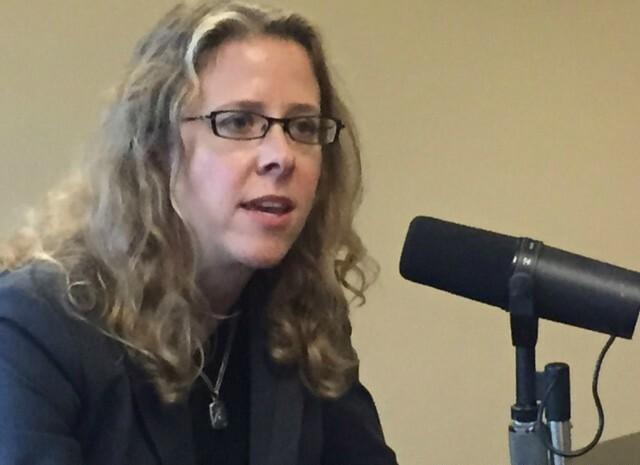
Rebecca Bradley, 2015

Rebecca Lynn Grassl Bradley (* 2. August 1971 in Milwaukee, Wisconsin) ist eine US-amerikanische Juristin. 2015 wurde sie von Gouverneur Scott Walker an den Wisconsin Supreme Court ernannt und 2016 wiedergewählt.

## Leben
Rebecca Bradley studierte bis 1993 Betriebswirtschaft an der Marquette University und bis 1996 Rechtswissenschaft an der University of Wisconsin–Madison. Bradley arbeitete 16 Jahre lang als Anwältin in mehreren Anwaltskanzleien in Milwaukee, die sich auf Handelsrecht und das Recht auf geistiges Eigentum spezialisierten, sowie als Geschäftsführerin eines Softwareunternehmens. Sie war auch Präsidentin der  Federalist Society in Milwaukee sowie Mitglied in der Republican National Lawyers Association.
Im Dezember 2012 ernannte der Gouverneur Wisconsins, Scott Walker, Bradley an den Milwaukee County Circuit Court (Bezirksgericht des Milwaukee County), wo sie am Jugendgericht tätig war.
Im Mai 2015 wurde Bradley an den Wisconsin Supreme Court ernannt. Daraufhin musste sie sich 2016 einer Wahl stellen, um ihren Sitz am Gericht behalten zu können. Diese gewann sie in einer Stichwahl gegen die Berufungsrichterin JoAnne Kloppenburg. Die Wahl galt lange als unentschieden.